# Zoológico de Shanghái
El Zoológico de Shanghái (en chino: 上海动物园) es el jardín zoológico principal en la ciudad de Shanghái en China.
Después de medio siglo de desarrollo del Zoológico de Shanghái, este se ha convertido en uno de los mejores jardines ecológicos en Shanghái. El zoológico alberga y exhibe más de 6,000 animales, entre los que se encuentran 600 animales chinos que incluyen el panda gigante.
El zoológico está en constante desarrollo y procura la mejora de los recintos de los animales con el fin de proporcionar un mejor ambiente para los animales y una experiencia más agradable para los visitantes.
El diseño del campo de golf original que existía allí se ha conservado básicamente. Hay un total de 100.000 árboles, con cerca de 600 especies plantadas en el zoológico. Las zonas verdes o las cubiertas césped ocupan un área de 100.000 metros cuadrados.